# Pala Pesaro
Esta Conversación sagrada con el donante Pesaro (en italiano, Sacra conversazione con i donatori Pesaro), llamada normalmente Pala Pesaro, es un cuadro del pintor renacentista italiano Tiziano. Fue realizada entre 1519 y 1526. Se trata de un óleo sobre madera de gran tamaño, pues alcanza los 4,78 metros de alto y 2,68 m de ancho. Se encuentra en la Basílica de Santa María Gloriosa dei Frari, de Venecia, Italia.
En el cuadro se ve a Jacopo Pesaro (en la esquina inferior izquierda), quien encargó el cuadro, y frente a él algunos miembros de su familia siendo presentados a la Virgen, que se encuentra sentada en un trono con el niño Jesús. La Virgen queda a la derecha, sobre la diagonal. En el centro se encuentra san Pedro, viéndose igualmente a los santos Francisco y Antonio. Los santos están representados sin ninguna jerarquía, de manera muy natural. También hay otros personajes menos importantes. 
La escena se presenta en un gran edificio, lo que impide ver el paisaje de fondo claramente. Dos grandes columnas le dan estructura vertical a la obra. La disposición de las figuras y de sus miradas hace que no haya equilibrio ni simetría.
El uso del color en esta obra nos muestra claramente la teoría del color y de perspectiva; al frente, colores oscuros, mucho detalle y personajes principales. Al fondo, colores más claros y figuras sin tanto detalle. El uso de luz y sombra (claroscuro), también da una sensación de profundidad. Ayuda a esta sensación el uso del sombreado en los adornos de las columnas, así como la brillantez de algunas telas y del estandarte. En la bandera, la insignia de los Pesaro y de la familia Borgia. Se consigue un gran realismo.
El espacio es complejo, como sugieren las amplias columnas (entre las cuales, dos ángeles alzan una cruz sobre una nubecilla), y los diversos planos, las imágenes de los comitentes. La forma en que están pintados las escaleras y columnas, y el resto del edificio, muestra el uso de la perspectiva isométrica.
Cuando Tiziano pintó este retablo, rompió con una tradición de siglos de colocar las figuras devocionales (la Virgen y el Niño) en el centro de la pintura y el espacio pintado. Al hacer esto, permitió un mayor sentido del movimiento a través de la pintura, anticipando con ello las técnicas compositivas más complicadas propias del arte barroco. 